# 莫爾尚斯克
53°27′N 41°49′E / 53.450°N 41.817°E
莫爾尚斯克（俄語：Морша́нск），是俄羅斯坦波夫州東北部的一個城市，臨茨納河，位於州首府坦波夫以北93公里。2002年人口44,826人。
该地於16世紀首見於文獻，1779年正式設市。